# Atropatena
Atropatena (lat.: Atropatene ili Medija Atropatena - lat.: Media Atropatene) je drevno kraljevstvo koje su u 4. stoljeću pr. Kr. uspostavili iranski plemići u sjeverozapadnom dijelu nekadašnje perzijske satrapije Medije. Ime je dobila po svom osnivaču Atropatu, perzijskom plemiću koji je nakon Aleksandrovog osvajanja Perzije postao tast makedonskog zapovjednika Perdike. Nakon Aleksandrove smrti 323. pr. Kr., Perdika je proglašen regentom te je odlučio reorganizirati carstvo podjelom u Babilonu. Dotadašnja satrapija Medija je podijeljena u dvije nove satrapije - tzv. „Veliku Mediju” koja je pripala makedonskom generalu Pitonu odnosno manji, sjeverozapadni dio koji je pripao Atropatu i od tada postao poznat kao „Atropatova Medija”.
Nakon smrti svog zeta, Atropat je koristeći kaos nastao stalnim ratovima dijadoha, proglasio nezavisnost i odbio priznati Seleuka I. Nikatora za svog vladara. U kasnijim desetljećima, atropatenski vladari su povremeno postajali vazalima Seleukida, da bi se potom počeli okretati Partskom Carstvu koji su njihovo područje zvali Aturpatakan. 
36. pr. Kr. državu Fraata IV. Partskog je napao rimski general Marko Antonije. Rimljani su umarširali kroz Armeniju u Atropatenu. Porazili su ga, a u borbama je ostao bez velika dijela svoje vojske. Marko Antonije je bio uvjeren da ga je izdao armenski kralj Artavazd. Stoga mu je napao državu 34. pr. Kr., zarobio ga te zaključio mirovni sporazum s drugim Artavazdom, kraljem Atropatene. 
Kad je zaratio s Augustom, Marko Antonije nije bio u mogućnosti očuvati pod svojom vlašću krajeve koje je osvojio. Tako je Fraat uskoro vratio pod svoju vlast Atropatenu te istjerao Artavazdova sina Artaksa natrag u Armeniju. 
Vremenom su partski Arsakidi anektirali Atropatenu, ali je ona tada već stekla zasebni karakter i više nikada nije administrativno pripajana Mediji. Svoj karakter i naziv je Atropatena zadržala i pod Sasanidima, a u 7. stoljeću su je pod kalifom Umarom anektirali Arapi. Naziv Aturpatakan s vremenom je pod utjecajem arapskog jezika evoluirao u „Azerbejdžan” ili „Azarbejdžan” čije ime istoimena država i iranska geografska regija.

## Poveznice
- Medija
- Ahemenidsko Perzijsko Carstvo
- Sasanidsko Perzijsko Carstvo